# Deguelia utilis
Deguelia utilis (Syn.: Derris nicou auct., Derris utilis (A.C.Sm.) Ducke, Lonchocarpus nicou auct., Lonchocarpus utilis A.C.Sm.) ist eine Pflanzenart in der Unterfamilie der Schmetterlingsblütler (Faboideae) innerhalb der Familie der Hülsenfrüchtler (Fabaceae).

## Beschreibung

### Vegetative Merkmale
Deguelia utilis ist ein immergrüner, kletternder Strauch oder kleiner Baum, der Wuchshöhen von über 3 Metern erreicht, oder eine verholzende Kletterpflanze die bis 15 Meter hoch, lang wird. Sie bildet eine Pfahlwurzel aus, von der sich viele kleinere Nebenwurzeln zu einem Wurzelballen lateral abzweigen.
Die wechselständigen, dunkelgrünen, unpaarig gefiederten und lang gestielten Laubblätter sind meist aus fünf oder sieben, selten neun Fiederblättchen zusammengesetzt. Die kurz gestielten und schwach behaarten, leicht ledrigen Blättchen sind bis 30 Zentimeter lang, elliptisch bis verkehrt-eiförmig, ganzrandig und bespitzt bis spitz oder geschwänzt. Die Mittelrippe ist zur Basis hin verdickt. Nebenblätter sind vorhanden und meist abfallend.

### Generative Merkmale
Es werden achselständige, schlanke, traubige und vielblütige Blütenstände gebildet. Die kurz gestielten Schmetterlingsblüten sind mit doppelter Blütenhülle. Es sind kleine Deckblätter vorhanden. Der Kelch ist rötlich behaart. Jede einzelne Blüte besteht aus fünf weißlichen bis blassvioletten Kronblättern mit einem kleinen, einzelnen und länglichen, kurz gestielten Fruchtblatt. Die 10 Staubblätter sind mona- bis diadelpisch verwachsen. Es ist ein Diskus vorhanden.
Es werden kleine, spitze, abgeflachte und rötliche, selten öffnende Hülsenfrüchte gebildet, die drei bis vier Samen enthalten.

## Vermehrung
Deguelia utilis ist in der Lage sich sowohl vegetativ wie auch generativ zu vermehren. Fällt ein Zweigstück zu Boden, der mindestens drei vollständige Knoten enthält, treibt dieser aus. Diese Art der Fortpflanzung findet weit häufiger statt als die generative Vermehrung über Samen.

## Vorkommen
Deguelia utilis findet sich in Südamerika zwischen dem Äquator und dem 12° 50′ südlicher Breite in montanen, tropischen und subtropischen Gebieten, vor allem in Peru sowie in Ecuador, im nördlichen Brasilien, in Kolumbien und Venezuela bis nach Guyana. In Peru finden sich die größten Vorkommen in den Regionen Loreto, San Martín, Ucayali, Huánuco, Pasco, Junín, Ayacucho, Apurímac, Cusco und in Madre de Dios.
Deguelia utilis gedeiht am besten einen lockeren und durchlässigen sandigen Boden mit einem pH-Wert zwischen 4,5 und 7. Der Niederschlag sollte zwischen 1.800 und 3.500 mm pro m² liegen und die durchschnittliche Temperatur zwischen 23 und 26 °C schwanken. Sie gedeiht in von Höhenlagen von 1800 bis zu 3500 Metern.

## Nutzung
Die Barbasco-Wurzeln sind stark giftig; der Hauptwirkstoff ist Rotenon, das für Fische aber deutlich giftiger ist als für Säugetiere. Traditionell werden die Wurzeln von indigenen Völkern Südamerikas als Fisch- oder Pfeilgift eingesetzt. Der Stoff ist als Insektizid und in der chemisch-pharmazeutischen Industrie von Bedeutung.
Bereits in den 1930ern wurde begonnen, Barbasco zu kultivieren. 1946 betrug die Produktion in Peru bereits über 5 Kilotonnen. In den 1950ern wurde Barbasco vom synthetisch herstellbaren Insektizid DDT vollkommen verdrängt und die Produktion brach zusammen. Nach dem Verbot von DDT in den 1970ern begann 1981 wieder der Anbau von Barbasco. Deguelia utilis ist im Anbau die Hauptkonkurrenz zum Cocastrauch, da beide Pflanzenarten ähnliche Ansprüche haben. Als Leguminose ist Deguelia utilis in der Lage, Stickstoff aus der Luft zu binden und im Boden anzureichern.
Ähnlich verwendet werden die Wurzeln von Deguelia urucu (Killip & A.C.Sm.) A.M.G.Azevedo & R.A.Camargo, die einen etwas geringen Retenongehalt besitzen.